# Tyler, the Creator
Tyler Gregory Okonma (Los Angeles, 6 maart 1991), beter bekend onder zijn artiestennaam Tyler, the Creator, is een Amerikaanse rapper en producer. Hij is vooral bekend als de leider en medeoprichter van het alternatieve hiphopcollectief Odd Future. Okonma ontwerpt ook alle artwork voor releases van de groep, en zei in een interview met DJ Semtex dat hij tevens de opdruk van Odd Future-sweaters en andere merchandise ontwerpt. Hij is momenteel onder contract bij het platenlabel XL Recordings en zijn eigen platenlabel, Odd Future Records.

## Jeugd
Tyler Okonma werd geboren in Los Angeles, Californië als zoon van een Nigeriaanse vader en een moeder van Afro-Amerikaanse en Europees-Canadese afkomst. Hij beweert dat hij zijn vader nooit heeft gekend, en hij bracht zijn vroege leven door in de gemeenschappen van Ladera Heights en Hawthorne in het zuidwesten van Los Angeles County. Op de leeftijd van 14 leerde Okonma zichzelf piano spelen. Hij zat tijdens zijn jeugd in totaal op 12 verschillende scholen, verspreid over Los Angeles en Sacramento.

## Muzikale carrière

### Bastard en Goblin 2011
Op 25 december 2009 bracht Tyler zijn eerste album uit, genaamd Bastard. Het album stond uiteindelijk 32e op de Pitchfork Media Top Albums 2010. Op 11 februari 2011, bracht hij een muziekvideo uit voor het nummer Yonkers, de eerste single van zijn tweede album, Goblin, die werd uitgebracht op 10 mei 2011. De video heeft veel aandacht gekregen van verschillende online media. Na de release van Yonkers kondigde Tyler aan dat hij een one-album contract met XL Recordings had getekend. Tyler en Hodgy Beats maakten hun tv-debuut op 16 februari 2011 toen ze met hun nummer Sandwitches optraden in de show Late Night met Jimmy Fallon. Op 16 maart 2011 traden Tyler, Hodgy en verschillende andere leden van Odd Future op met Yonkers en Sandwitches tijdens de 2011 mtvU Woodie Awards. Tijdens een interview met Tyler voor interview, vertelde Waka Flocka Flame dat hij graag een muziekvideo voor de Odd Future-frontman zou willen monteren.

### Wolf en Loiter Squad (2012-heden)
Begin 2010 kondigde Tyler aan dat hij een album genaamd Wolf wilde gaan uitbrengen. Ongeveer een jaar later vertelde hij zijn fans via zijn Formspring dat zijn derde album inderdaad Wolf zou gaan heten en dat verwacht werd dat deze rond mei 2012 in de schappen zou liggen. Het album zou voortborduren op Tylers sessies met zijn fictieve therapeut, dr. TC, zoals eerder genoemd in de titeltrack van zijn eerste album, Bastard, waarin dr. TC zegt: "Dit is de eerste van drie sessies .."  Tylers derde album staat gepland voor een release in 2012. In augustus 2011 zei Tyler dat hij zich op dit album meer wilde richten op de beats en dat het aanzienlijk minder rap zou bevatten. Ook zei hij dat hij op het album zou proberen om muziek te maken die beter aansluit op zijn huidige interesses, waar rap volgens hem geen deel meer van uitmaakt.
Sinds het uitbrengen van Goblin, werkte Tyler mee aan verschillende nummers van andere artiesten, waaronder Trouble on My Mind van GOOD Music-artiest Pusha T en Martians vs Goblins door Game.
Tyler won met Yonkers de prijs voor de beste jonge artiest op de 2011 MTV Video Music Awards. In een interview met DJ Semtex, bevestigde hij dat hij alle productie op het album voor zijn rekening zou nemen, op een nummer na, dat door Left Brain geproduceerd zou worden. Dit was de manier waarop de productie van Goblin verliep. Aanvankelijk kondigde Tyler in het begin van 2011 aan dat hij en de door hem opgerichte hiphopgroep Odd Future hun eigen tv-show zouden krijgen, genaamd Loiter Squad. Dit bleef echter een gerucht tot 8 september 2011 waarop uiteindelijk werd bevestigd dat de show er daadwerkelijk zou komen. Het zou een show worden van ongeveer een kwartier, waarin stunts, grappen en muziek een hoofdrol zouden spelen. De show werd geproduceerd door Dickhouse Productions, die tevens de productie van Jackass deed. Op 25 maart 2012 ging de show uiteindelijk in première.
Tyler heeft tevens enkele muziekvideo's geregisseerd, twee rollen gespeeld en werk verricht als grafisch ontwerper.

## Kritiek
Tyler werd veelvuldig bekritiseerd voor zijn gebruik van homofobe laster, in het bijzonder zijn veelvuldig gebruik van het woord Faggot in zijn teksten en op Twitter. Via Twitter ontkende hij echter homofoob te zijn. Tyler is ook bekritiseerd voor zijn vrouwonvriendelijke teksten. Brent DiCrescenzo van Time Out Chicago schrijft dat verkrachting op het album Goblin een "overheersend thema" is en Hermione Hoby van The Guardian schrijft dat Tylers "fantasieën over moord en verkrachting voorstelbaar genoeg zijn om er misselijk van te worden". De Fader telde 68 keer het gebruik van de term "bitch" over het totaal van 73 minuten dat het album Goblin telt.

## Juridische kwesties
Op 22 december 2011 werd Tyler tijdens een show in het Roxy Theater in West Hollywood aangehouden op verdenking van vernieling van geluidsapparatuur toebehorend aan het theater. Hij werd vrijgelaten op 20.000 dollar borg.

## Vetes
In het lied Yonkers dist Tyler een tal van artiesten, onder wie rapper B.o.B, zanger Bruno Mars en Hayley Williams, frontvrouw van de band Paramore. Tyler dist Bruno Mars opnieuw in The Game's Martians vs Goblins met de tekst "Bruno Mars is still sucking dick and fucking male butts", waar hij en Lil Wayne aan meewerkten. Als tegenactie bracht B.o.B een soortgelijk nummer uit, getiteld No Future, waarin hij zowel Tyler als zijn groep Odd Future dist. Ironisch genoeg, prees Tyler het nummer, en dacht aanvankelijk niet dat het een diss track was. In reactie op het vers "And stab Bruno Mars in his goddamn esophagus" uit het nummer Yonkers zei Bruno Mars: "Tyler zal achter in de rij moeten aansluiten als hij me wil neersteken ... Tyler is zeker niet de eerste persoon die zoiets heeft gezegd en hij zal ook zeker niet de laatste zijn." Rapper Hopsin diste hem in de muziekvideo van zijn nummer Ill Mind of Hopsin 4, uitgebracht in juli 2011. Als reactie werd hij geparodieerd in de muziekvideo van Martians vs Goblins.
Tyler, the Creator en zanger Chris Brown hadden ook ruzie naar aanleiding van een door Brown geplaatste tweet, waarin hij suggereerde dat de muziek van Odd Future demonische berichten bevatte. Tyler reageerde hier via Twitter sarcastisch op, wat leidde tot een verhitte discussie tussen de twee artiesten. Voor een liveoptreden samen met Frank Ocean riep Tyler een aantal dingen die verwezen naar het door Brown mishandelen van ex-vriendin en zangeres Rihanna. Brown en Tyler legden de ruzie bij toen Tyler tweette dat hij een fan was van Browns nummer Look At Me Now met Lil Wayne en Busta Rhymes. Volgens Tyler waren er dingen die zijn fans niet eens wisten over de ruzie.
Ook heeft Tyler korte tijd ruzie gehad met collega Brandun Deshay. Voorafgaand aan SXSW 2011 confronteerde Deshay hem via Formspring en zei hij dat hij het "zou waarmaken" op SXSW. Tyler heeft sindsdien tegen zijn fans verteld dat Session, van Tylers debuutalbum Bastard, het enige nummer was waar hij ooit aan meegewerkt had. Een jaar na de release van Bastard bracht Tyler het album opnieuw uit, waarin hij het vers van Brandun Deshay verving voor een andere van Mike G. Tyler heeft gezegd dat ieder ander nummer waarop hij en Deshay samen te horen zijn, is gemaakt door Deshay en dat hij zonder toestemming van Tyler verzen over zijn nummers heeft opgenomen. Ook zegt Tyler dat hij een keer door Deshay geslagen is. Tyler dist Deshay in zijn nummer Yonkers, door op te scheppen over zijn eigen succes en publiciteit.
Via Formspring heeft Tyler ook laten weten dat hij het niet kan vinden met Vince Staples, hoewel hij wel onder de indruk was van zijn rapcapaciteiten. Vince heeft samengewerkt met een aantal leden van Odd Future, met name Earl Sweatshirt, Mike G, Domo Genesis & The Jet Age of Tomorrow. In 2011 ontkrachte hij zijn eerdere opmerking over Vince door te zeggen dat hij geen hekel heeft aan Vince, maar dat hij niet houdt van het feit dat mensen denken dat hij een onderdeel van Odd Future is, terwijl hij niet officieel deel uitmaakt van deze groep.

## Discografie

### Albums
| Album met eventuele hitnotering(en) in de Nederlandse Album Top 100 | Datum van verschijnen | Datum van binnenkomst | Hoogste positie | Aantal weken | Opmerkingen |
| ------------------------------------------------------------------- | --------------------- | --------------------- | --------------- | ------------ | ----------- |
| Bastard                                                             | 12-2009               | -                     |                 |              |             |
| Goblin                                                              | 05-2011               | -                     |                 |              |             |
| Wolf                                                                | 04-2013               | 06-04-2013            | 86              | 1*           |             |
| CHERRY BOMB                                                         | 04-2015               | -                     |                 |              |             |
| Flower Boy                                                          | 07-2017               | -                     |                 |              |             |
| IGOR                                                                | 04-2019               | -                     |                 |              |             |
| CALL ME IF YOU GET LOST                                             | 06-2021               | -                     |                 |              |             |
| CALL ME IF YOU GET LOST: The Estate Sale                            | 03-2023               | -                     |                 |              |             |
| CHROMAKOPIA                                                         | 10-2024               | -                     |                 |              |             |
| DON'T TAP THE GLASS                                                 | 07-2025               | 26-07-2025            | 2               | 2*           |             |

| Album met hitnotering(en) in de Vlaamse Ultratop 200 albums | Datum van verschijnen | Datum van binnenkomst | Hoogste positie | Aantal weken | Opmerkingen |
| ----------------------------------------------------------- | --------------------- | --------------------- | --------------- | ------------ | ----------- |
| Wolf                                                        | 2013                  | 13-04-2013            | 48              | 3            |             |
| IGOR                                                        | 04-2019               | 25-05-2019            | 5               | 267*         |             |
| CALL ME IF YOU GET LOST                                     | 06-2021               | 25-05-2021            | 5               | 36           |             |
| CHROMAKOPIA                                                 | 10-2024               | 02-11-2024            | 2               | 34*          |             |
| DON'T TAP THE GLASS                                         | 07-2025               | 26-07-2025            | 1 (1wk)         | 1*           |             |

- Bibliothèque nationale de France: cb16522773w (data)
- Gemeinsame Normdatei: 1037049306
- International Standard Name Identifier: 0000 0001 1983 3430
- Library of Congress Control Number: no2011075636
- MusicBrainz: f6beac20-5dfe-4d1f-ae02-0b0a740aafd6
- Nationale Bibliotheek van Polen: a0000002630691
- Système universitaire de documentation: 159658322
- Virtual International Authority File: 170823165
- WorldCat: E39PBJvhqFcVktDyBRgjh767pP